# UFC Fight Night: Edgar vs. Swanson
UFC Fight Night: Edgar vs. Swanson è stato un evento di arti marziali miste tenuto dalla Ultimate Fighting Championship svolto il 22 novembre 2014 al Frank Erwin Center di Austin, Stati Uniti.

## Retroscena
Questo fu il secondo evento organizzato ad Austin dopo UFC Fight Night: Marquardt vs. Palhares del 2010.
L'incontro principale dell'evento fu il match nella categoria dei pesi piuma tra Frankie Edgar e Cub Swanson.
L'incontro tra Paige VanZant e Kailin Curran, precedentemente annunciato per UFC Fight Night: MacDonald vs. Saffiedine, venne riprogrammato per questo evento causa un infortunio al ginocchio subito da VanZant.

## Risultati
|                  | Divisione       |                  |                 |                    | Metodo                                      | Round           | Tempo           | Premio          |
| Card Principale  | Card Principale | Card Principale  | Card Principale | Card Principale    | Card Principale                             | Card Principale | Card Principale | Card Principale |
| ---------------- | --------------- | ---------------- | --------------- | ------------------ | ------------------------------------------- | --------------- | --------------- | --------------- |
|                  | Pesi Piuma      | Frankie Edgar    | batte           | Cub Swanson        | Sottomissione (neck crank)                  | 5               | 4:56            | POTN            |
|                  | Pesi Leggeri    | Edson Barboza    | batte           | Bobby Green        | Decisione unanime (30-27, 30-27, 30-27)     | 3               | 5:00            |                 |
|                  | Pesi Mosca      | Chico Camus      | batte           | Brad Pickett       | Decisione non unanime (29-28, 29-28, 27-30) | 3               | 5:00            |                 |
|                  | Pesi Massimi    | Oleksiy Oliynyk  | batte           | Jared Rosholt      | KO (pugni)                                  | 1               | 3:21            | POTN            |
|                  | Pesi Mosca      | Joseph Benavidez | batte           | Dustin Ortiz       | Decisione unanime (30-27, 30-27, 30-27)     | 3               | 5:00            |                 |
|                  | Pesi Leggeri    | Matt Wiman       | batte           | Isaac Vallie-Flagg | Decisione unanime (29-28, 30-27, 30-27)     | 3               | 5:00            |                 |
| Card Preliminare |                 |                  |                 |                    |                                             |                 |                 |                 |
|                  | Pesi Massimi    | Ruslan Magomedov | batte           | Josh Copeland      | Decisione unanime (29-28, 30-27, 30-27)     | 3               | 5:00            |                 |
|                  | Pesi Medi       | Roger Narvaez    | batte           | Luke Barnatt       | Decisione non unanime (28-29, 29-28, 29-28) | 3               | 5:00            |                 |
|                  | Pesi Leggeri    | James Vick       | batte           | Nick Hein          | Decisione unanime (30-27, 29-28, 29-28)     | 3               | 5:00            |                 |
|                  | Pesi Leggeri    | Akbarh Arreola   | batte           | Yves Edwards       | Sottomissione (armbar)                      | 1               | 1:52            |                 |
|                  | Pesi Paglia (F) | Paige VanZant    | batte           | Kailin Curran      | KO Tecnico (pugni)                          | 3               | 2:54            | FOTN            |
|                  | Pesi Piuma      | Choi Doo-Ho      | batte           | Juan Manuel Puig   | KO Tecnico (pugni)                          | 1               | 0:18            |                 |

## Premi
I lottatori premiati ricevettero un bonus di 50.000 dollari.
Legenda:
- FOTN: Fight of the Night (vengono premiati entrambi gli atleti per il miglior incontro dell'evento)
- POTN: Performance of the Night (viene premiato il vincitore per la migliore performance dell'evento)